# Галюциногени
Галюциногени — великий і різноманітний клас психоактивних речовин, природного або хімічного походження, вживання яких, впливаючи на рецептори центральної нервової системи, викликає психо-сенсорні зміни у сприйнятті, переважно у зоровій, тактильній та слуховій сферах, у процесах мислення, в емоційній сфері, у стані свідомості, у зв'язках з оточуючими та з природним середовищем, глибокі зміни у сприйнятті реальності. Тривалість та інтенсивність залежить від типу, кількості та способу вживання речовини, а також від зовнішніх факторів, таких як обстановка та оточення. Не всі галюциногени викликають повністю поглинаючі галюцинації, особливо у невисоких дозах. Галюциногени викликають синдром психічної залежності.

## Синтетичні та напівсинтетичні галюциногени
- ЛСД (ЛСД-25)[3][4][5]
- ДМТ (DMT)[6]
- DOM[de]
- DOB[de], 2C[de][7] (група речовин)
- серія 25-NB[ru]
- РСР (читається ’’пі-сі-пі’’), він же фенциклідин («ангельський пил»)
- кетамін
- метоксетамін[de]

Вживання галюциногенів може призвести до розвитку або появи психічних розладів

## Природні галюциногени
Саме природні галюциногени, на відміну від інших наркотиків, протягом тисячоріч використалися для одержання магічного досвіду, досвіду спілкування з вищими силами й трансцендентним пізнанням. Мерлін Добкін Де Ріос, відомий американський етнограф, у своїй монографії «Рослинні галюциногени», описала ритуальне використання галюциногенів в одинадцятьох традиційних культурах Північної, Центральної, Південної Америки, Азії, Африки, Сибіру, Австралії, Нової Гвінеї у зв'язку із системами їхніх вірувань, космогонічних подань, анімістичними міфами, концепціями шаманства, тотемізмом, ієрархією суспільного устрою й т.д. Незважаючи на глибоку стародавність цих рослин, при ритуальному використанні не виявляється скільки-небудь значного зловживання ними. Почуття самозбереження, а також особливого благоговіння перед магічними речовинами вберігає племена від наркоманії. Дослідження 247 суспільних утворень показало відсутність усякого зловживання й наркоманії серед їхніх членів. Однак ритуальне вживання відрізняється від «дикого» європейського наркотизму рядом аспектів: мотивами, організацією, наявністю «режисера» і «провідника» і т. д.
- Галюциногенні гриби:
  - Гриби роду Psilocybe містять псилоцин і псилоцибін[9]. Є сапротрофами та космополітами. Виглядають як маленькі коричневі поганки на тонкій ніжці.
  - Гриби: мухомор червоний (лат. Amanita muscaria), мухомор яскраво-жовтий[pt] (лат. Amanita gemmata), мухомор пантерний (лат. Amanita pantherina), мухомор королівський (лат. Amaníta regális), Amanita ibotengutake[es]. Містять алкалоїди мускарин, мускаридин, мусцимол та іботенову кислоту. Червоний мухомор використовується у шаманських практиках народів сибіру. В Україні розповсюджений по всій території. Викликає посилення сприйняття та різноманітні образи. Аклалоїд накопичується в сечі, тому сеча людини, що вживала мухомор, має такі самі наркотичні властивості. Цей фокус часто використовувався сибірськими шаманами.
- Кактуси пейотль, або пейот, — містить дуже сильний і небезпечний галюциноген мескалін[10]. М'ясисті стебла кактуса спочатку засушують, а потім розжовують. Має виразно гіркий смак.
- Лісова ліана лат. Banisteriopsis caapi використовується для приготування священного напою південноамериканських індіанців. Залежно від племені має назви натема, каапі, йаге, аяхуаска. Містить алкалоїди гармалін та гармін, що викликають галюцинації у вигляді фантастичних подорожей.
- Західноафриканська рослина лат. Tabernanthe iboga, з кореня якої готують сильний наркотичний напій, що викликає абсолютно реальні образи людей або вже пережитих ситуацій. Містить ібогаїн. У 1910 році були заборонені усі дослідження по ібозі.
- Mimosa Hostilis[pt], традиційно використовується тубільцями Xukuru-Kariri у поєднанні з білою джуремою (Piptadenia stipulacea)[11], в лікувальних та релігійних цілях. Кора використовується в лікувальних цілях, а корінь рослини використовується в релігійних церемоніях. Він містить психоактивні речовини з класу триптамінів, таких як ДМТ.
- Бругмансія, відома як «ангельська труба», насіннєва деревно-чагарникова рослина з сімейства пасльонових. Ритуальне використання бругмансії є важливим аспектом шаманізму у деяких корінних народів Східної Амазонки, таких як хібаро. Так само це центральний компонент космології та шаманських практик народів Ураріна[es] та Андакі[es].

## Виправдання галюциногенів
До важких наркотиків, таких як кокаїн чи опіум, сучасне людство сформувало безумовно негативне ставлення, і боротьба із ними не викликає почуття протесту в сучасному суспільстві.
Галюциногени-психоделіки дотепер не отримали однозначної оцінки, більше того, час від часу ті або інші представники освіченого людства привселюдно виступають на їх захист.
Так, американський антрополог Карлос Кастанеда, під керівництвом свого наставника, індіанця племені яки Дона Хуана, представив людству вчення, яке включає використання галюциногенних рослин і грибів для досягнення магічного знання. Відомий літератор Олдос Гакслі, описуючи у книжці «Брама сприйняття» свій досвід із мескаліном, пропонує використовувати мескалін із терапевтичною метою людям, які не здатні до вільного споглядання, не можуть самостійно зійти із «торованої колії повсякденного сприйняття», звільнитися від влади дискурсу, слів і понять, що визначають усі сфери людської життєдіяльності. Мескалін, за його переконанням, допомагає побачити світ таким, який він є, безпосередньо й, безумовно, у його органічній цілісності й вищій єдності. До 1960-х років галюциногенні грибочки вважались символом руху хіпі. Також їх використання надихнуло Альберта Хофманна на синтез ЛСД, ще одного потужного психоделіка, який став символом хіпі 1960-х і 70-х років.
Тімоті Лірі, професор психології, визнаний науковий авторитет, пропонував вживання галюциногенів, зокрема ЛСД, для розширення свідомості й цілісного пізнання Всесвіту й свого місця в ньому, знаходження духовного просвітління.
Причини неоднозначного ставлення до галюциногенів можливо пояснити наявністю багатовікових культурних традицій вживання галюциногенів різними народами, та їх здатністю розширювати межі свідомості та дарувати незвичайний езотеричний досвід.